# George-Cătălin Stângă
George-Cătălin Stângă (n. 20 martie 1982

) este un senator român, ales în 2016. 